# Fritz Ebbert
Fritz Ebbert (* 22. September 1914 in Dortmund; † 2. September 1992 in Passau, Niederbayern) war Manager und Vizepräsident der Industrie- und Handelskammer Passau sowie Mitglied des Bayerischen Senats.

## Ausbildung
Nach dem Abitur im Jahre 1933 besuchte er die höhere Handelsschule, nahm eine kaufmännische Lehre auf und schloss diese mit der Kaufmannsgehilfenprüfung ab. Nach einem Maschinenbaupraktikum studierte er in Köln. Das Studium schloss er 1939 mit der kaufmännischen Diplomprüfung ab.

## Beruflicher Werdegang
Nach dem Kriegsdienst, aus dem er wegen einer Augenverletzung vorzeitig entlassen wurde, war er als Direktionsassist bei Voith in Heidenheim tätig. Er wurde erst zum Prokuristen, später zum Finanzdirektor und schließlich zum kaufmännischen Gesamtdirektor der Voith Getriebe KG und der zugehörigen Zweigwerke befördert. Zwischenzeitlich promovierte er 1953 zum Doktor der Staatswissenschaften in Tübingen.
Ab 1965 war er als kaufmännischer Geschäftsführer der Zahnradfabrik Passau GmbH tätig. Am 10. April 1982 schied er aus dem Berufsleben aus. Bis zu seinem Tod am 22. September 1992 lebte er in Passau.

## Funktionen
- Vizepräsident der IHK für Niederbayern in Passau (ab 1966)
- Angehöriger des Bayerischen Senats (vom 1. Januar 1974 bis zum 31. Dezember 1985)
- Vorstandsmitglied im Hauptvorstand des VDMA
- Mitgliedschaft im betriebswirtschaftlichen Ausschuss des BDI
- Vorsitzender des Ausschusses Betriebswirtschaft im VDMA
- Stellvertretender Vorsitzender der Landesgruppe Bayern des VDMA
- Stellvertretender Vorsitzender des Deutschen Maschinenbauinstitutes GmbH in Frankfurt
- Handelsrichter am Landgericht Passau

## Mitgliedschaften
- Beirat der Bayerischen Hypotheken- und Wechselbank

## Auszeichnungen
- 1974: Bundesverdienstkreuz I. Klasse
- 1979: Bayerischer Verdienstorden
- 1981: Großes Bundesverdienstkreuz
- 1984: Bürgermedaille der Stadt Passau
- Ehrenring der IHK
- Goldenes Stadtsiegel der Stadt Passau
- Ehrenplakette der Bayerischen Arbeitgeberschaft
- Große Verdienstmedaille des VDMA